# Фласан-сюр-Исоль
Фласан-сюр-Исоль (фр. Flassans-sur-Issole) — коммуна на юго-востоке Франции в регионе Прованс — Альпы — Лазурный берег, департамент Вар, округ Бриньоль, кантон Ле-Люк.
Площадь коммуны — 43,68 км², население — 2772 человека (2006) с выраженной тенденцией к росту: 3229 человек (2012), плотность населения — 74,0 чел/км².

## Население
Население коммуны в 2011 году составляло — 3132 человека, а в 2012 году — 3229 человек.
| 1962 | 1968 | 1975 | 1982 | 1990 | 1999 | 2004 | 2006 | 2009 | 2011 | 2012 |
| ---- | ---- | ---- | ---- | ---- | ---- | ---- | ---- | ---- | ---- | ---- |
| 891  | 962  | 905  | 1040 | 1501 | 1934 | 2539 | 2772 | 3036 | 3132 | 3229 |

Динамика населения:

## Экономика
В 2010 году из 1893 человек трудоспособного возраста (от 15 до 64 лет) 1357 были экономически активными, 536 — неактивными (показатель активности 71,7%, в 1999 году — 64,8%). Из 1357 активных трудоспособных жителей работали 1202 человека (664 мужчины и 538 женщин), 155 числились безработными (60 мужчин и 95 женщин). Среди 536 трудоспособных неактивных граждан 138 были учениками либо студентами, 195 — пенсионерами, а ещё 203 — были неактивны в силу других причин.
На протяжении 2010 года в коммуне числилось 1273 облагаемых налогом домохозяйства, в которых проживало 3192,5 человека. При этом медиана доходов составила 18 тысяч 454 евро на одного налогоплательщика.

## Достопримечательности (фотогалерея)
- Руины старого замка
- Старинная купальня
- Приходская церковь
- Фасад церкви Сен-Рош
- Фасад церкви Успения Богородицы
- Мельница
- Винодельческий кооператив